# Monti Făgăraș
I Monti Făgăraș (in rumeno Munții Făgărașului) sono un gruppo montuoso collocato nella Romania centrale a ovest della città di Brașov, a sud della cittadina di Făgăraș, da cui prendono il nome. Fanno parte dei Carpazi.

## Classificazione
I Monti Făgăraș hanno la seguente classificazione:
- catena montuosa = Carpazi
- provincia geologica = Carpazi Meridionali
- gruppo = Massiccio Făgăraș.

## Galleria d'immagini

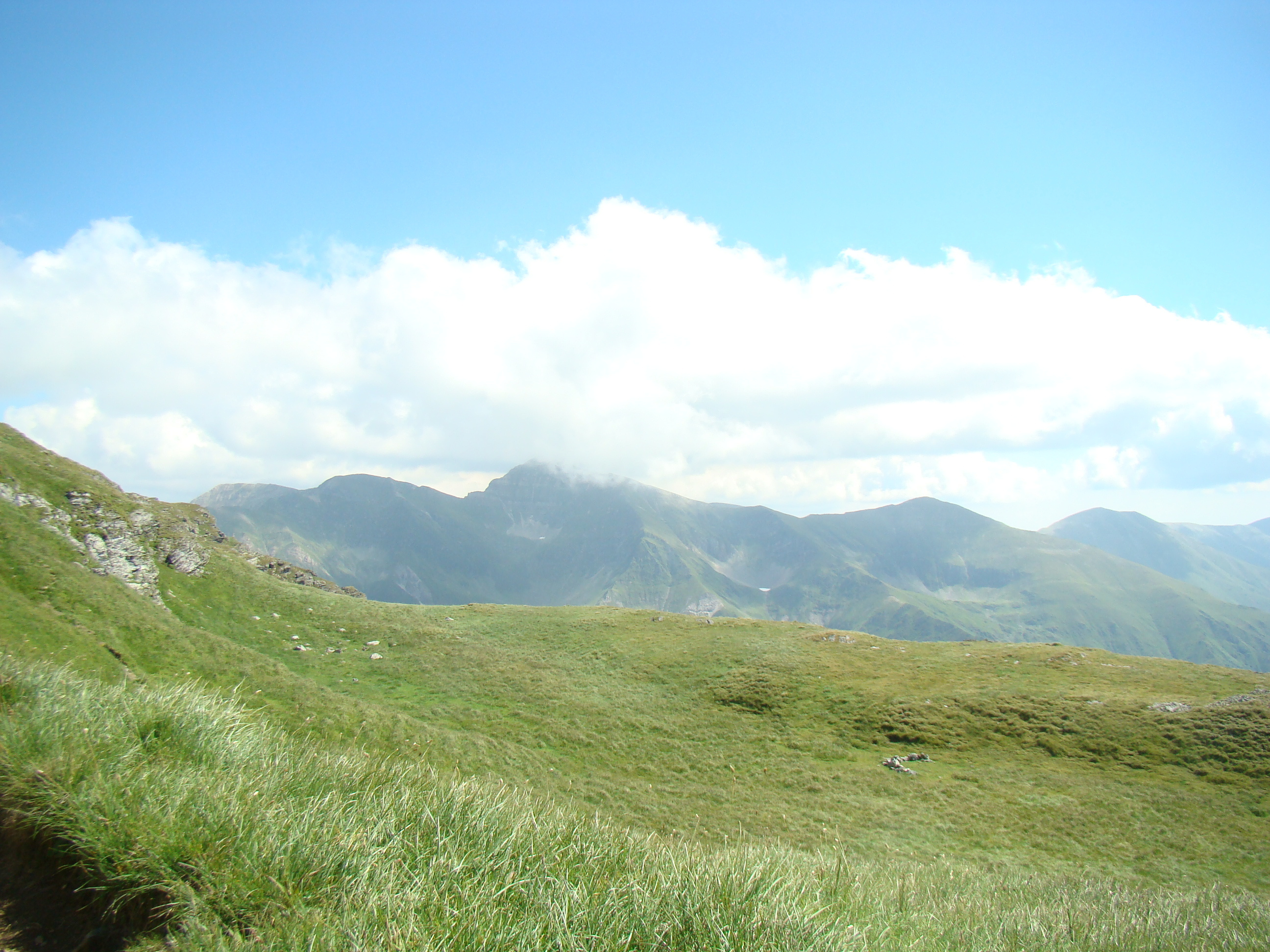
Cima Arpaş
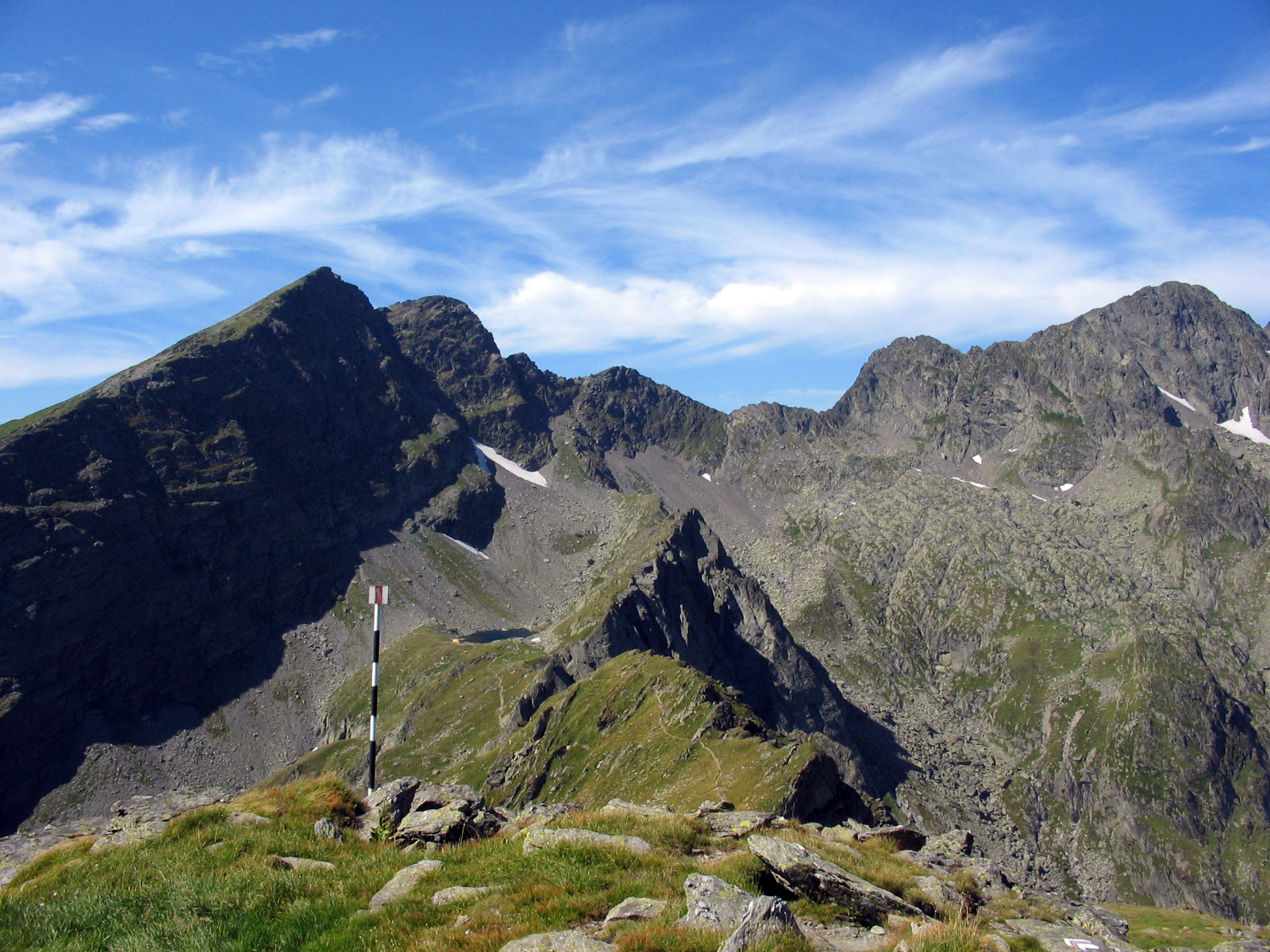
Cima Negoiu
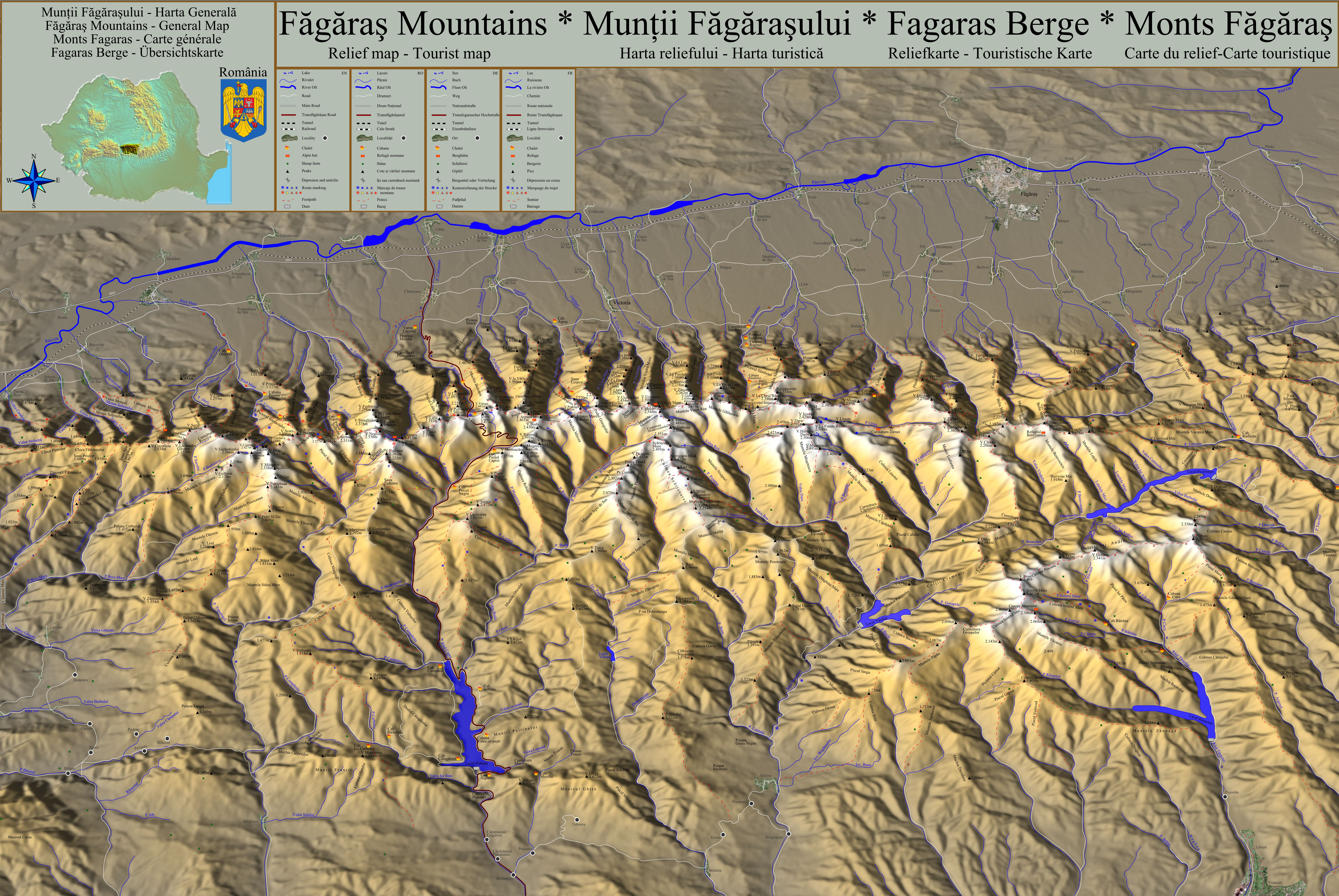
Carta turistica